# Bojan Adamič

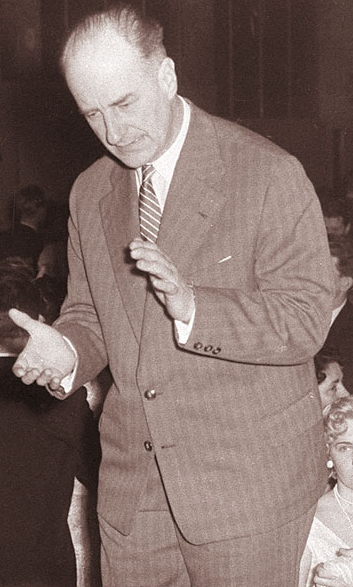
Bojan Adamič (1960)

Bojan Adamič (* 9. August 1912 in Reifnitz, heute Slowenien; † 3. November 1995 in Ljubljana) war ein jugoslawischer Komponist, Bandleader und Dirigent.
Adamič studierte an der Musikakademie Ljubljana Klavier bei Janko Ravnik. Ende der 1930er Jahre gründete er eine Swingband, Broadway. Während des Zweiten Weltkrieges schloss er sich der Jugoslawischen Volksbefreiungsarmee an. Nach der Beendigung des Zweiten Weltkrieges gründete er eine Bigband, die sich erfolgreich als Rundfunktanzorchester von Ljubljana etablierte. Bis zum Beginn der 1960er Jahre leitete er diese Big Band, die dann Jože Privšek übernahm.
Anfangs war Adamič als Jazzmusiker aktiv, später wandte er sich vor allem der Filmmusik zu. Er komponierte die Musik zu mehr als zweihundert Fernseh- und Kinofilmen. Weiterhin komponierte er Lieder und Chansons, Blasmusik, kammermusikalische und sinfonische Werke. Großen Erfolg hatte seine Musik zu dem Puppenspiel Žogica nogica, bekannt wurde auch sein Ljubljanski koncert für Klavier und Orchester.
Adamič förderte viele junge Musiker, darunter den Komponisten Vinko Globokar und die Sänger Tinkara Kovač, Sonja Gabršcek, Braco Koren, Irena Kohont, Jelka Cvetežar, Gabi Novak und Marjana Deržaj.

## Filmografie (Auswahl)
- 1953: Das Haus an der Küste
- 1955: Versuchung
- 1961: Am Sonntag will mein Süßer mit mir segeln gehn
- 1963: Erotikon – Karussell der Leidenschaften
- 1963: Das Rätsel der roten Quaste